# Aubépin
Pour les articles homonymes, voir Aubépin (homonymie).
L'Aubépin est un ruisseau du département français de la Haute-Loire, dans la région Auvergne-Rhône-Alpes et un affluent de la Gagne, donc un sous-affluent de la Loire.

## Géographie
D'une longueur de 10,5 kilomètres, l'Aubépin prend sa source au nord-ouest du Mont d'Alambre (1691 m), près des lieux-dits Cros de Mays et Fougouiller, à l'altitude 1288 mètres.
Il conflue sur la commune de Laussonne, à l'altitude 795 mètres, près du lieu-dit les Planchas.

## Département, communes et cantons traversés
Dans le seul département de la Haute-Loire, l'Aubépin traverse quatre communes et deux cantons.
- dans le sens amont vers aval : Les Estables (source), Moudeyres, Saint-Front, Laussonne (confluence).

Soit en termes de cantons, l'Aubépin prend source sur le canton de Fay-sur-Lignon, traverse et conflue le canton du Monastier-sur-Gazeille.

## Affluents
L'Aubépin a deux affluents référencés dont :
- le ruisseau de Machabert (rd) 4,6 km sur la commune de Saint-Front.

## Hydrologie
L'Aubépin a une station qualité des eaux implantée sur son cours. Sur son cours, les ruines du Moulin de Perbet et le moulin de l'Aubépin sont signalés.